# Sarcophaga hakusana
Sarcophaga hakusana är en tvåvingeart som beskrevs av Hori 1954. Sarcophaga hakusana ingår i släktet Sarcophaga och familjen köttflugor. Inga underarter finns listade i Catalogue of Life.